# Joel Elias Spingarn
Joel Elias Spingarn (New York, 17 maggio 1875 – New York, 26 luglio 1939) è stato un educatore, critico letterario e attivista statunitense.

## Biografia
Nato da una facoltosa famiglia ebraica, si laureò al Columbia College nel 1895; crebbe convinto dell'importanza dello studio della letteratura comparata come disciplina distinta dallo studio dell'inglese (o di qualsiasi altra lingua). Appassionato di politica, nel 1908 si candidò senza successo per un seggio nella Camera dei Rappresentanti degli Stati Uniti con il Partito Repubblicano. Nel 1912 e il 1916 fu un delegato alle convention nazionali del Partito Progressista: nel primo di questi incontri propose agli altri delegati di appoggiare una dichiarazione di condanna contro la discriminazione razziale, ma l'idea venne respinta.
Prestò servizio come professore di letteratura comparata alla Columbia University dal 1899 al 1911, divenendo grazie al successo delle sue pubblicazioni uno degli studiosi più importanti nella sua materia: scrisse due edizioni della Storia della critica letteraria nel Rinascimento nel 1899 e nel 1908, nonché opere come Saggi critici del XVII secolo in tre volumi. Ha riassunto le sue teorie nel libro The New Criticism: Una conferenza tenuta alla Columbia University, 9 marzo 1910: in essa egli polemizzò contro i vincoli delle categorie tradizionali come genere, tema e ambientazione storica allo scopo di vedere nuovamente ogni opera d'arte e per sé stessa.
A partire dal 1904, la sua indipendenza nella politica accademica lo fece entrare in constrasto con l'autocratico presidente dell'università Nicholas Murray Butler; le divergenze con l'amministrazione erano sia di natura personale sia in merito alla filosofia educativa. Lo scontro tra l'insegnante e il rettore raggiunse il culmine nel 1910, quando Spingarn si attivò in favore del professore Harry Thurston Peck, licenziano da Butler per un piccolo scandalo relativo a una promessa non mantenuta: cinque settimane dopo aver presentato la petizione in favore del collega anche Spingarn venne licenziato, diventando uno dei tanti docenti dimessi o esonerati durante il rettorato Butler, come George Edward Woodberry, Charles A. Beard e James Harvey Robinson.
Pur senza un incarico accademico, Spingarn continuò fino al 1917 a scrivere e curare la stesura di testi e saggi con mezzi indipendenti tanto quanto faceva prima. Durante la prima guerra mondiale partecipò al conflitto col grado di maggiore e nel 1919 fu cofondatore della casa editrice Harcourt, Brace and Company. Combatté molte battaglie contro la discriminazione razziale e le sue idee lo resero un ispiratore della National Association for the Advancement of Colored People (NAACP), di cui fu leader della corrente ebraica: fu presidente della NNACP dal 1913 al 1919 e dal 1930 fino alla morte nonché tesoriere dal 1919 al 1930.
Nel 1914 istituì la Spingarn Medal, un premio assegnato annualmente dalla NAACP a chi si era particolarmente distinto per i diritti degli afro-americani: durante la prima guerra mondiale, secondo una pubblicazione NAACP, Spingarn fu determinante nel notare che "era stato istituito a Des Moines un campo di addestramento per ufficiali di colore e a circa 1.000 di loro era stato assegnato un comando". Scandalizzato dal linciaggio di Jesse Washington, uno dei suoi obiettivi fu rendere «nella mente del pubblico il linciaggio come qualcosa di simile a un problema nazionale».
Da sempre interessato al giardinaggio, negli anni venti accumulò la più grande collezione al mondo di clematis (ben 250 specie); pubblicò i risultati delle sue ricerche sulla storia antica dell'architettura del paesaggio e dell'orticoltura nella contea di Dutchess e servì come membro del Consiglio dei Direttori per il Giardino botanico di New York. Viveva con la moglie Amy Einstein, con cui ebbe quattro figli, due maschi e due femmine, a Manhattan e nella loro tenuta di campagnam, che in seguito divenne la sala conferenze Troutbeck Innin di Amenia; morì a seguito di una lunga malattia e nel testamento incluse un lascito per finanziare la Medaglia Spingarn a tempo indeterminato.